# Oncastichus goughi
Oncastichus goughi är en stekelart som beskrevs av Headrick och Lasalle 1995. Oncastichus goughi ingår i släktet Oncastichus och familjen finglanssteklar. Inga underarter finns listade i Catalogue of Life.